# Liên minh các giải pháp công nghiệp viễn thông
Liên minh các giải pháp công nghiệp viễn thông (ATIS) là một tổ chức tiêu chuẩn phát triển các tiêu chuẩn kỹ thuật và hoạt động cho nền công nghiệp viễn thông. ATIS có trụ sở chính tại Washington, D.C.. ATIS được công nhận bởi Viện Tiêu chuẩn Quốc gia Hoa Kỳ (ANSI).
Liên minh các giải pháp công nghiệp viễn thông có hơn 250 công ty thành viên, bao gồm các nhà cung cấp dịch vụ viễn thông, các nhà sản xuất thiết bị, và các nhà cung cấp. ATIS bao gồm một số lượng đông đảo các diễn đàn và ủy ban công nghiệp, tại các diễn đàn và ủy ban này thực hiện thảo luận, đánh giá và các hướng dẫn tác giả liên quan đến các chủ đề như an ninh dữ liệu, độ tin cậy mạng, tương tác công nghệ, các dịch vụ thuê bao và nhãn sản phẩm.
ATIS là một tổ chức thành viên của một số các tổ chức tiêu chuẩn khác. Ngoài là một thành viên sáng lập nên Phối hợp các tiêu chuẩn toàn cầu, ATIS còn là một tổ chức thành viên của Bộ phận tiêu chuẩn hóa viễn thông (ITU-T) và Bộ phận truyền thông vô tuyến ITU (ITU-R) của Liên minh Viễn thông Quốc tế. ATIS cũng còn là một tổ chức đối tác của Dự án đối tác thế hệ thứ 3 (3GPP).